# Arctocyonidae
Arctocyonidae – wymarła rodzina prymitywnych ssaków (dawniej należąca prakopytnych). Żyły we od późnej kredy do wczesnego eocenu.

## Podrodziny i rodzaje
- - Arctocyonides Lemoine, 1891
    - Arctocyonides weigelti Lemoine, 1891

  - Carcinodon Scotti, 1892
    - Carcinodon aquilonius

  - Chriacus (syn. Epichriacus, Metachriacus, Spanoxyodon, Tricentes
    - Chriacus badgleyi
    - Chriacus badwini
    - Chriacus calenancus
    - Chriacus gallinae
    - Chriacus katrinae
    - Chriacus metocometi
    - Chriacus oconostotae
    - Chriacus pelvidens
    - Chriacus punitor

  - Deuterogonodon
  - Heteroborus
  - Hyodectes
  - Lambertocyon
  - Landenodon
  - Mentoclaenodon
  - Mimotricentes
  - Oxytomodon
  - Paratriisodon
  - Princetonia
  - Prothryptacodon (syn. Pantinomia)
  - Thryptacodon
- Loxolophinae
  - Baioconodon (syn. Ragnarok)
  - Loxolophus (syn. Paradoxodon, Paradoxodonta, Protochriacus, Protogonodon)
- Arctocyoninae
  - Anacodon Cope, 1882
    - Anacodon cultridens Matthew, 1915
    - Anacodon nexus Gazin, 1956
    - Anacodon ursidens Cope, 1882

  - Arctocyon Blainville, 1841 (syn. Claenodon, Neoclaenodon)
    - Arctocyon corrugatus (Cope, 1883)
    - Arctocyon ferox
    - Arctocyon latidens
    - Arctocyon montanensis
    - Arctocyon mumak

  - Colpoclaenus Patterson & McGrew, 1962
    - Colpoclaenus keeferi
    - Colpoclaenus procyonoides

  - Protungulatum Sloan and Van Valen, 1965
    - Protungulatum donnae
    - Protungulatum gorgun (Van Valen, 1978)
    - Protungulatum sloani (Van Valen, 1978)